# Fieldsova medalja
Fieldsova medalja je nagrada, ki jo podelijo dvema ali največ štirim matematikom, mlajšim od štirideset let, na vsakem Mednarodnem matematičnem kongresu od leta 1936 in neprekinjeno od leta 1948 na pobudo kanadskega matematika Johna Charlesa Fieldsa. Namen nagrade je priznanje in podpora mladim raziskovalcem v matematiki, ki so že veliko prispevali. Leta 2006 je nagrada znašala 10.000 €.

## Seznam prejemnikov
- 2022 (Helsinki, Finska): Hugo Duminil-Copin, June Huh, James Maynard, Marina Viazovska
- 2018 (Rio de Janeiro, Brazilija): Caucher Birkar, Alessio Figalli, Peter Scholze, Akshay Venkatesh
- 2014 (Seul, Južna Koreja): Artur Avila, Manjul Bhargava, Martin Hairer, Marjam Mirzahani
- 2010 (Hiderabad, Indija): Elon Lindenstrauss, Ngô Bảo Châu, Stanislav Konstantinovič Smirnov, Cédric Villani
- 2006 (Madrid, Španija): Andrej Jurjevič Okunkov, Grigorij Jakovljevič Perelman (nagrado je odklonil), Terence Chi-Shen Tao, Wendelin Werner
- 2002 (Peking, Ljudska republika Kitajska): Laurent Lafforgue, Vladimir Aleksandrovič Vojevodski
- 1998 (Berlin, Nemčija): Richard Ewen Borcherds, William Timothy Gowers, Maksim Lvovič Koncevič, Curtis Tracy McMullen
- 1994 (Zürich, Švica): Jefim Izakovič Zelmanov, Pierre-Louis Lions, Jean Bourgain, Jean-Christophe Yoccoz
- 1990 (Kjoto, Japonska): Vladimir Geršonovič Drinfeld, Vaughan Frederick Randal Jones, Šigefumi Mori, Edward Witten
- 1986 (Berkeley, Kalifornija, ZDA): Simon Kirwan Donaldson, Gerd Faltings, Michael Hartley Freedman
- 1982 (Varšava, Poljska): Alain Connes, William Thurston, Šing-Tung Jau
- 1978 (Vancouver, Britanska Kolumbija, Kanada): Pierre Deligne, Charles Louis Fefferman, Grigorij Aleksandrovič Margulis, Daniel Gray Quillen
- 1974 (Helsinki, Finska): Enrico Bombieri, David Bryant Mumford
- 1970 (Nica, Francija): Alan Baker, Heisuke Hironaka, Sergej Petrovič Novikov, John Griggs Thompson
- 1966 (Moskva, Sovjetska zveza): Michael Francis Atiyah, Paul Joseph Cohen, Alexander Grothendieck, Stephen Smale
- 1962 (Stockholm, Švedska): Lars Valter Hörmander, John Willard Milnor
- 1958 (Edinburgh, Škotska, Združeno kraljestvo): Klaus Friedrich Roth, René Thom
- 1954 (Amsterdam, Nizozemska): Kunihiko Kodaira, Jean-Pierre Serre
- 1950 (Cambridge, Massachusetts, ZDA): Laurent Schwartz, Atle Selberg
- 1936 (Oslo, Norveška): Lars Valerian Ahlfors, Jesse Douglas